# Bambusfledermäuse
Bambusfledermäuse (Tylonycteris) sind eine Fledermausgattung innerhalb der Familie der Glattnasen (Vespertilionidae). Die Arten leben in Südostasien.

## Arten und Verbreitung
Folgende Arten zählen zur Gattung.
- Tylonycteris fulvida[3]
- Tylonycteris malayana[3]
- Tylonycteris pachypus, von Indien und Südchina bis Lombok und westliche Philippinen. Eine isolierte Population lebt auf Ambon.
- Tylonycteris pygmaeus, wurde 2008 wissenschaftlich beschrieben. Sie kommt in der chinesischen Provinz Yunnan vor.[4]
- Tylonycteris robustula, von Myanmar und Süd-China bis Sulawesi und Timor.
- Tylonycteris tonkinensis, aus dem nördlichen Indochina.[3]

## Merkmale
Die bis zum Jahr 2008 bekannten Arten erreichen eine Kopfrumpflänge von 30 bis 50 mm sowie eine Schwanzlänge von 24 bis 33 mm. Tylonycteris pachypus ist mit einem Gewicht von 3,5 bis 5,8 g deutlich kleiner als Tylonycteris robustula, die 7,1 bis 11,2 g wiegt. Tylonycteris pygmaeus ist noch kleiner. Fell und Flughaut haben oberseits eine rotbraune bis dunkelbraune Farbe, während die Unterseite heller ist. Weitere Kennzeichen sind ein abgeflachter Schädel, die im Verhältnis zum Kopf große Ohren und gut entwickelte Ballen an Daumen und Füßen.

## Lebensweise
Der deutsche Trivialname bezieht sich auf die Ruheplätze der Fledermäuse, die meist in ausgehöhlten Bambusstängeln liegen. Das Einstiegsloch und der Hohlraum werden oft von der Käferart Lasiochila goryi geschaffen. Tylonycteris robustula schläft gelegentlich in Felsspalten. Im Versteck versammelt sich eine Gruppe, mit bis zu 40 oder etwas mehr Individuen. Oft gibt es nur ein ausgewachsenes Männchen pro Gruppe, weshalb eine polygyne Fortpflanzung angenommen wird. Die Zusammensetzung der Gruppen variiert jedoch stark. Auf der Malaiischen Halbinsel wurden Gruppen registriert, bei denen das Verhältnis von Weibchen zu Männchen eher 2:1 war.
Weibchen sind 12 bis 13 Monate trächtig. In einer bestimmten Region erfolgen alle Geburten innerhalb eines Monats, der zwischen Februar und Mai liegt. Ein Wurf besteht meist aus Zwillingen. Diese werden an den ersten Tagen von der Mutter getragen. Später bleiben sie allein im Versteck, bis sie nach etwa 6 Wochen völlig selbstständig sind. Die Geschlechtsreife trifft im ersten Lebensjahr ein.
Baumbusfledermäuse jagen vorwiegend fliegende Termiten.